# 田中健一 (1939年生)
田中 健一（たなか けんいち、1939年11月28日 -  ）は、日本の経営者。蝶理社長を務めた。滋賀県出身。

## 来歴・人物
出身地は滋賀県だが、生まれと育ちは京都市。1962年に京都大学法学部を卒業し、同年に東レに入社した。1992年2月に東レインターナショナルに転じ、1999年6月に副社長に就任し、同年7月には社長に昇格。2002年6月に会長を経て、2003年4月に蝶理最高顧問に就任し、同年6月には社長に就任。2006年6月には相談役に退いた。